# 유엔기

유엔기 (비율 2:3 또는 3:5)

유엔기는 1947년 10월 20일에 제정되었다. 이전의 유엔기는 지금과 비슷하나 유엔 본부가 위치한 뉴욕을 기준으로 세로선이 놓여져 남아메리카 대륙이 맨 남쪽이 가게 그렸다. 현재는 세로선이 본초 자오선을 기준으로 놓여있어 아프리카 대륙이 남쪽을 향해 있다.
하늘색 바탕 가운데에는 유엔의 공식 엠블렘이 그려져 있는데 유엔의 엠블렘은 북극에서 본 세계 지도를 두 개의 올리브 가지가 감싸고 있는 형상의 디자인이다. 이는 유엔이 전 세계의 평화를 목적으로 활동하는 조직임을 의미한다. 올리브 가지는 평화의 상징이며 세계 지도는 전 세계의 모든 사람들을 의미한다. 하늘색과 하얀색은 유엔을 상징하는 색이다.

## 색상
| 색상 | 하늘                 | 하양                  |
| ---- | -------------------- | --------------------- |
| RGB  | 63–144–223 (#3F90DF) | 255–255–255 (#FFFFFF) |

## 유엔 관련 기구의 기

국제 원자력 기구 (IAEA)
국제 민간 항공 기구 (ICAO)
국제노동기구 (ILO)
국제해사기구 (IMO)
유네스코 (UNESCO)
만국 우편 연합 (UPU)
세계보건기구 (WHO)
세계 기상 기구 (WMO)

## 유엔기에서 파생된 기
소말리아는 독립에 유엔의 공헌이 커서 유엔기의 색상을 참고하여 사용하였다. 또한 캄보디아는 캄보디아 내전이 끝난 후 평화유지활동을 위해 설치된 유엔 캄보디아 잠정 통치기구가 크메르어로 표기된 캄보디아의 국명이 새겨진 캄보디아의 지도 모양을 삽입한 기를 사용하였다.

소말리아의 국기
유엔 캄보디아 과도 통치기구의 기 (1992-1993)

## 같이 보기
- 지구기